# J. N. Williamson
Pour les articles homonymes, voir Williamson.
J. N. Williamson, né le 17 avril 1932 à Indianapolis en Indiana et mort le 8 décembre 2005  à Noblesville en Indiana, est un écrivain et éditeur américain.

## Biographie
Gerald "Jerry" Neal Williamson a étudié le journalisme à l'université Butler et a publié son premier roman en 1979. Il a publié 39 romans et plus de 150 nouvelles, principalement dans le genre de l'horreur, et a également édité plusieurs anthologies. Il a reçu un prix Bram Stoker en 2002 pour l'ensemble de sa carrière.